# Белоградчик (община)
Община Белоградчик се намира в Северозападна България и е една от съставните общини на Област Видин. Административният център е град Белоградчик.

## География

### Географско положение, граници, големина
Общината е разположена в югозападната част на Област Видин. С площта си от 410,665 km2 заема 2-ро място сред 11-те общините на областта, което съставлява 13,45% от територията на областта. Границите ѝ са следните:
- на север – община Макреш;
- на североизток – община Димово;
- на югоизток – община Чупрене;
- на запад – Република Сърбия.

### Релеф, води, природни забележителности

#### Релеф
Релефът на общината е средно-, ниско планински и хълмист. Територията ѝ условно попада в две физикогеографски области на България – Западна Стара планина и Западния Предбалкан.
Към Старопланинската физикогеографска област се отнасят източните разклонения на Светиниколска планина, която обхваща югозападната част на общината. В най-южната ѝ част, където се събират границите на община Белоградчик, община Чупрене и Република Сърбия се издига първенецът на планината връх Хайдушки камък (1721 m).
Останалата част на общината се заема от нископланинските и хълмисти части на Западния Предбалкан. Най-на запад, северно и западно от долината на Салашка река (десен приток на река Арчар) и по границата с Република Сърбия се издигат югоизточните разклонения на планината Бабин нос с връх Велков чукар (949 m). Западно и югозападно от град Белоградчик, между Салашка и Стакевска река (десен приток на Лом) и югоизточно от последната се простират северозападните части на предбалканския рид Ведерник с едноименния връх Ведерник (1124 m). Източно от общинския център, в посока север-юг се намират западните склонове на друг предбалкански рид Венеца – връх Кърнева ливада (904 m). Тук в него, южно и югозападно от Белоградчик се намират и прочутите Белоградчишки скали. В най-северната част на общината, южно от язовир „Рабиша“ се издига уединеното възвишение Рабишка могила (връх Магура 461 m), явяващо се най-северно разклонение на Западния Предбалкан.
Северозападно от Рабишка могила и североизточно от склоновете на планината Бабин нос най-северните части на общината попадат в южната част на Западната Дунавска равнина, като тук, източно от с. Рабиша, в долината на р. Арчар се намира най-ниската точка на общината – 183 m н.в.

#### Води
Цялата територия на общината попада в два водосборни басейна. Северната част се отводнява от горното течение на р. Арчар (десен приток на Дунав) и десният ѝ приток Салашка река (цялото течение на реката е в пределите на общината). През южната част на общината преминава цялото течение на Стакевска река (ляв приток на река Лом). В най-северната част на общината, северно от възвишението Рабишка могила, по границата с община Макреш се намира езерото Рабиша, което изкуствено е превърнато в язовир.

#### Природни забележителности
Южно и югозападно от град Белоградчик, предбалканския рид Венеца се намират прочутите Белоградчишки скали. Освен тях югозападно от града има още множество причудливи скални фигури, обект на туризъм и алпинизъм. Такива интересни скални фигури се намират и в северозападната част на рида Ведерник, източно от село Салаш. В изолираното възвишение Рабишка могила се намира друг природен феномен – пещерата Магура.

## Население

### Населени места
Общината има 18 населени места с общо население 5049 жители според преброяването от 7 септември 2021 г.
| Населено място                                                         | Преброяване (от септември 2021) | По настоящ адрес (ГРАО от 15 септември 2024) | Площ (km²) | Гъстота (д/km²) | Надморска височина (м) |
| ---------------------------------------------------------------------- | ------------------------------- | -------------------------------------------- | ---------- | --------------- | ---------------------- |
| Белоградчик                                                            | 4080                            | 4581                                         | 22,234     | 206.04          | 525                    |
| Боровица                                                               | 108                             | 86                                           | 23,533     | 3.65            | 257                    |
| Вещица                                                                 | 28                              | 30                                           | 10,111     | 2.97            | 326                    |
| Върба                                                                  | 12                              | 11                                           | 7,982      | 1.38            | 309                    |
| Гранитово (Калугер)                                                    | 49                              | 35                                           | 22,82      | 1.53            | 415                    |
| Граничак                                                               | 8                               | 6                                            | 9,426      | 0.64            | 395                    |
| Дъбравка (Дубрава)                                                     | 51                              | 50                                           | 16,92      | 2.96            | 417                    |
| Крачимир (Крачемир)                                                    | 5                               | 11                                           | 25,811     | 0.43            | 476                    |
| Ошане                                                                  | 47                              | 39                                           | 19,215     | 2.03            | 360                    |
| Праужда                                                                | 17                              | 33                                           | 23,892     | 1.38            | 500                    |
| Пролазница                                                             | 8                               | 5                                            | 9,127      | 0.55            | 463                    |
| Рабиша                                                                 | 242                             | 244                                          | 24,391     | 10              | 224                    |
| Раяновци                                                               | 56                              | 63                                           | 48,151     | 1.31            | 335                    |
| Салаш                                                                  | 136                             | 150                                          | 49,803     | 3.01            | 520                    |
| Сливовник                                                              | 9                               | 6                                            | 6,546      | 0.92            | 321                    |
| Стакевци                                                               | 108                             | 153                                          | 71,375     | 2.14            | 522                    |
| Струиндол                                                              | 10                              | 14                                           | 9,973      | 1.4             | 388                    |
| Чифлик                                                                 | 75                              | 84                                           | 9,355      | 8.98            | 336                    |
| Общо за общината:                                                      | 5049                            | 5601                                         | 410,665    | 13.64           |                        |
| Населените места с кмет, са със зелен фон, а тези без кметство с жълт. |                                 |                                              |            |                 |                        |

## Население (1934 – 2021)
| Община Белоградчик                            | Община Белоградчик | Община Белоградчик | Община Белоградчик | Община Белоградчик | Община Белоградчик | Община Белоградчик | Община Белоградчик | Община Белоградчик | Община Белоградчик | Община Белоградчик | Община Белоградчик |
| --------------------------------------------- | ------------------ | ------------------ | ------------------ | ------------------ | ------------------ | ------------------ | ------------------ | ------------------ | ------------------ | ------------------ | ------------------ |
| Година                                        | 1934               | 1946               | 1956               | 1965               | 1975               | 1985               | 1992               | 2001               | 2011               | 2021               |                    |
| Население                                     | 14632              | 14513              | 13650              | 12862              | 12255              | 11072              | 9921               | 8217               | 6602               | 5049               |                    |
| Източници: Национален Статистически Институт, |                    |                    |                    |                    |                    |                    |                    |                    |                    |                    |                    |

### Население по възраст
| Население по възрастови групи към септември 2021 година | Население по възрастови групи към септември 2021 година | Население по възрастови групи към септември 2021 година | Население по възрастови групи към септември 2021 година | Население по възрастови групи към септември 2021 година | Население по възрастови групи към септември 2021 година | Население по възрастови групи към септември 2021 година | Население по възрастови групи към септември 2021 година | Население по възрастови групи към септември 2021 година | Население по възрастови групи към септември 2021 година | Население по възрастови групи към септември 2021 година | Население по възрастови групи към септември 2021 година | Население по възрастови групи към септември 2021 година | Население по възрастови групи към септември 2021 година | Население по възрастови групи към септември 2021 година | Население по възрастови групи към септември 2021 година | Население по възрастови групи към септември 2021 година | Население по възрастови групи към септември 2021 година | Население по възрастови групи към септември 2021 година |
| ------------------------------------------------------- | ------------------------------------------------------- | ------------------------------------------------------- | ------------------------------------------------------- | ------------------------------------------------------- | ------------------------------------------------------- | ------------------------------------------------------- | ------------------------------------------------------- | ------------------------------------------------------- | ------------------------------------------------------- | ------------------------------------------------------- | ------------------------------------------------------- | ------------------------------------------------------- | ------------------------------------------------------- | ------------------------------------------------------- | ------------------------------------------------------- | ------------------------------------------------------- | ------------------------------------------------------- | ------------------------------------------------------- |
| Общо                                                    | 0 – 4                                                   | 5 – 9                                                   | 10 – 14                                                 | 15 – 19                                                 | 20 – 24                                                 | 25 – 29                                                 | 30 – 34                                                 | 35 – 39                                                 | 40 – 44                                                 | 45 – 49                                                 | 50 – 54                                                 | 55 – 59                                                 | 60 – 64                                                 | 65 – 69                                                 | 70 – 74                                                 | 75 – 79                                                 | 80 – 84                                                 | 85+                                                     |
| 5049                                                    | 193                                                     | 203                                                     | 258                                                     | 233                                                     | 192                                                     | 196                                                     | 241                                                     | 268                                                     | 296                                                     | 338                                                     | 338                                                     | 358                                                     | 396                                                     | 463                                                     | 439                                                     | 310                                                     | 201                                                     | 126                                                     |

### Етнически състав
| Етноси в община Белоградчик (2011) | Етноси в община Белоградчик (2011) | Етноси в община Белоградчик (2011) | Етноси в община Белоградчик (2011) | Етноси в община Белоградчик (2011) |
| ---------------------------------- | ---------------------------------- | ---------------------------------- | ---------------------------------- | ---------------------------------- |
| Етническа група                    |                                    |                                    | процент                            |                                    |
| българи                            | българи                            |                                    | 79.35%                             | 79.35%                             |
| турци                              | турци                              |                                    | 0.08%                              | 0.08%                              |
| цигани                             | цигани                             |                                    | 20.08%                             | 20.08%                             |
| други и неопределени               | други и неопределени               |                                    | 0%                                 | 0%                                 |

По етническа група от общо 6005 самоопределили се (към 2011 година):
- българи: 4765
- турци: 5
- цигани: 1206
- други и неопределени: 0

## Административно-териториални промени
- МЗ № 2820/обн. 14 август 1934 г. – преименува с. Дубрава (Дъбравица) на с. Дъбравка;
- Указ № 131/обн. 14 март 1950 г. – преименува с. Калугер на с. Гранитово;
- указ № 519/обн. 26 декември 1961 г. – обединява селата Горни чифлик и Долни чифлик в едно населено място – с. Чифлик;
- Указ № 960/обн. 4 януари 1966 г. – осъвременява името на с. Крачемир на с. Крачимир.

## Политика

### Кмет на общината
- 1995 – Владимир Живков (Коалиция БСП, БЗНС „Александър Стамболийски“, ПК „Екогласност“) печели на първи тур с 63% срещу Ани Панчев (СДС).
- 1999 – Емил Цанков (ОДС) печели на втори тур с 56% срещу Ангел Джунински (БСП).
- 2003 – Емил Цанков („Всички за Белоградчик“) печели на втори тур с 55% срещу Борис Николов (независим кандидат).
- 2004 – Изборът на Емил Цанков („Всички за Белоградчик“) е касиран през април.
- 2004 – Людмил Антов (независим кандидат) печели с 58% срещу Емил Цанков („Всички за Белоградчик“).
- 2007 – Емил Цанков (независим кандидат) печели на втори тур с 50,64% срещу Людмил Антов (БСП).
- 2011 – Борис Стефанов Николов (ПП Български социалдемократи) печели на първитур с 50,20% срещу Людмил Любенов Антов (БСП) с 49,80%.
- 2015 – Борис Стефанов Николов (Коалиция Продължаваме заедно - БСП, АБВ, Народен съюз) печели на втори тур с 66,83% срещу Ирена Венкова Иванова (РЗС) с 33,17%.
- 2019 – Борис Стефанов Николов (Местна коалиция БСП и ДПС) печели на втори тур с 61,30% срещу Александър Кольов Алексиев (НФСБ) с 35,94%.
- 2023 - Боян Минков Иванов (БСП за България) печели на втори тур с 54,13% срещу Борис Стефанов Николов (ПП-ДБ) с 43,90 %.

### Общински съвет
2019
| Партия или сдружение | Партия или сдружение                                           | 2019 |
| -------------------- | -------------------------------------------------------------- | ---- |
|                      | Българска социалистическа партия и Движение за права и свободи | 5    |
|                      | Национален фронт за спасение на България                       | 3    |
|                      | ГЕРБ                                                           | 3    |
|                      | Воля                                                           | 2    |

2011
| Партия или сдружение | Партия или сдружение             | 2011 |
| -------------------- | -------------------------------- | ---- |
|                      | ГЕРБ                             | 3    |
|                      | Български социалдемократи        | 3    |
|                      | Българска социалистическа партия | 3    |
|                      | Единение за Белоградчик          | 2    |
|                      | Единна народна партия            | 1    |
|                      | Всички за Община Белоградчик     | 1    |

2007
| Партия или сдружение | Партия или сдружение | 2007 |
| -------------------- | --- | ---- |
|                      | Българска социалистическа партия | 5    |
|                      | Национално движение за стабилност и възход                                                                                                  | 2    |
|                      | Коалиция „Обновление“ – „Съюз на свободните демократи“, „Земеделски народен съюз“, „Демократи за силна българия“                            | 2    |
|                      | Коалиция „Разум, толерантност, справедливост“ – „Движение за права и свободи“, „Български земеделски народен съюз“, „Демократическа партия“ | 2    |
|                      | Партия на либералната алтернатива и мира (ПЛАМ)                                                                                             | 2    |

## Транспорт
През общината преминават частично 4 пътя от Републиканската пътна мрежа на България с обща дължина 83,2 km:
- участък от 26,5 km от Републикански път III-102 (от km 3,6 до km 30,1);
- последният участък от 20,1 km от Републикански път III-1102 (от km 28,8 до km 48,9);
- последният участък от 12 km от Републикански път III-1104 (от km 1,1 до km 13,1);
- последният участък от 24,6 km от Републикански път III-1401 (от km 18,7 до km 43,3).

## Топографска карта
- Лист от карта K-34-9. Мащаб: 1 : 100 000.
- Лист от карта K-34-10. Мащаб: 1 : 100 000.
- Лист от карта K-34-21. Мащаб: 1 : 100 000.
- Лист от карта K-34-22. Мащаб: 1 : 100 000.